# Mano Ziegler
Karl Eugen Hermann „Mano“ Ziegler (* 7. Juni 1908 in Wyhlen, Baden; † 13. Oktober 1991 in Isny im Allgäu) war ein deutscher Testpilot, Journalist und Schriftsteller.

## Leben

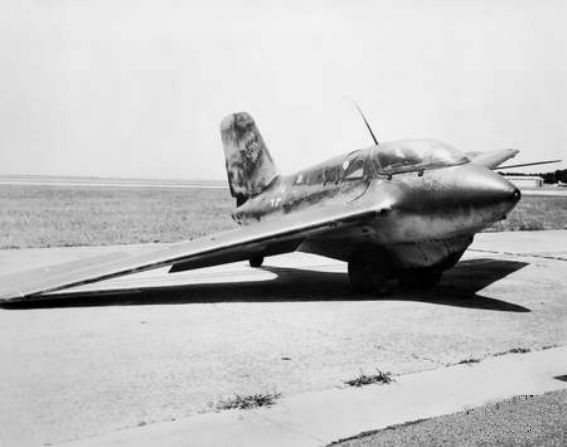
Me 163 B Komet, 1950 in Melbourne, Australien

Ziegler studierte an der Hochschule für Leibesübungen in Berlin (DHfL), war 1932 und 1934 Studenten-Weltmeister im Wasserspringen und Mitglied der deutschen Olympiamannschaft von 1936. Nach dem frühen Tod seiner Eltern finanzierte er seinen Lebensunterhalt durch das Schreiben von Zeitungsartikeln und Romanen. 1932 nahm er die Assistentenstelle des Leiters für Öffentlichkeitsarbeit bei der Auto Union AG an.
Nach Kriegsausbruch wurde er zur Luftwaffe einberufen und zum Flugzeugführer ausgebildet. Im Zweiten Weltkrieg wurde er zunächst wegen seines „hohen Alters“ nur als Überführungspilot für Jagdflugzeuge eingesetzt, meldete sich im Oktober 1943 dann aber freiwillig zum Erprobungskommando 16 in Bad Zwischenahn. Im Juni 1944 erfolgte seine Kommandierung nach Jesau, wo er als Technischer Offizier für den Einflugbetrieb der dort von Klemm produzierten Raketenjäger Me 163 zuständig war. Nach dem Ausfall der drei Klemm-Werkseinflieger Voy, Perschall und Lamm wurden ihm und Feldwebel Nelte deren Aufgaben übertragen.
Neben Heini Dittmar, Rudolf Opitz und Wolfgang Späte war er somit einer der Testpiloten und Einflieger der Me 163, des von Alexander Lippisch entwickelten Raketenflugzeuges. Die Me 163 überschritt als erstes Flugzeug die Geschwindigkeit von 1000 km/h und erreichte damit die Grenze der Schallmauer. Ziegler gehörte bald zu den Piloten mit den meisten Starts auf der Me 163. Bereits im Juli 1944 wurde Ziegler zurück nach Bad Zwischenahn versetzt, anschließend kam er im September 1944 zur Ergänzungsstaffel des Jagdgeschwader 400 (JG 400) nach Brandis. Im November des Jahres wurde Ziegler zum Staffelkapitän der 14./EJG 2 (Ergänzungsjagdgeschwader) ernannt und mit der Pilotenschulung für das JG 400 betraut. Die Ausbildung fand nacheinander auf den Flugplätzen Rangsdorf, Udetfeld bei Warthenau, Sprottau und Esperstedt statt. Im Februar 1945 verlegte die Einheit zurück nach Brandis, wo sie das Kriegsende erlebte. Ziegler kam kurzzeitig in sowjetische Kriegsgefangenschaft, aus der er aber fliehen konnte. Bis Anfang der 1950er Jahre schlug er sich neben seinem wieder aufgenommenen Schriftstellertum auch mit Tätigkeiten wie Autoverkäufer, Reporter, Schauspieler oder Kabarettist durch die Nachkriegszeit, bis er 1957 die Stelle als Chefredakteur bei der Luftfahrtzeitschrift Flug Revue übernahm. Diese hatte er bis 1962 inne; anschließend wechselte er in den Bereich Öffentlichkeitsarbeit zu Heinkel, ab 1965 zu Messerschmitt und ab 1969 schließlich zur Deutschen Airbus, wo er bis 1971 tätig war.

## Schriftstellerische und journalistische Tätigkeit
1936 veröffentlichte Ziegler seinen ersten Roman. Nach dem Zweiten Weltkrieg arbeitete er als Journalist und Schriftsteller. Von 1957 bis 1962 war Ziegler Chefredakteur der Zeitschrift Flug Revue.

## Schriften
- Achtung Schneebrett. Sport-Roman, Verlag Das Bergland-Buch, 1936.
- Silberne Wolke. Capriccio-Musikverlag, Berlin 1948.
- Verheiratet … aber glücklich! (Illustriert von Lotte Peters) Selbst-Verlag Herman Ziegler, Isny (Allgäu) 1955.
- Raketenjäger Me 163, Tatsachenbericht von einem der überlebte. Motorbuch Verlag, Stuttgart 1961, ISBN 3-87943-372-0.
- Kampf um Mach 1. EHAPA-Verlag, 1965.
- Turbinenjäger Me 262. Die Geschichte des ersten einsatzfähigen Düsenjägers der Welt. Motorbuch-Verlag, Stuttgart, ISBN 3-87943-542-1.
- Start Frei – Cleared for Take Off. (Mitautor Albert Maier), Motorbuchverlag, Stuttgart 1958.
- Starfighter. Roman, Bechtle-Verlag, Esslingen 1975, ISBN 3-7628-0360-9 und ISBN 978-3-7628-0360-7.
- Messerschmitt Me 163 Komet (Das Kraftei). Verlag Podzun-Pallas, Friedberg 1977, ISBN 3-7909-0061-3.
- Allgäu. Kompass Wanderführer. Die 100 schönsten Wanderungen. Rundwanderungen. Streckenwanderungen. Naturlehrpfade. Deutscher Wanderverlag Mair & Schnabel, Stuttgart 1979, ISBN 3-8134-0000-X.
- Allgäu – Kompass Wanderführer. Deutscher Wanderverlag, Stuttgart 1979, gekürzte Neuauflage 1984/85.
- Prof. Dr. Ing. E.h. Willy Messerschmitt 75 Jahre. Festschrift. Herausgeber: Mano Ziegler, München-Ottobrunn, MBB 1973.